# Менчинська Наталія Олександрівна
Менчинська Наталя Олександрівна (15 січня 1905, Ялта — 6 липня 1984) — радянська російська психологиня, доктор педагогічних наук (по психології), професор, член-кореспондент АПН СРСР.
Основна область дослідження — педагогічна психологія. Вивчала закономірності засвоєння знань, обґрунтовані ефективні прийоми роботи над навчальним матеріалом, розроблялася проблема попередження і подолання неуспішності в школі, питання методики і психології навчання арифметики («Нариси психології навчання арифметики», 1955).

## Біографія
Народилася в сім'ї земського лікаря. Закінчила Кримський педагогічний інститут, з 1927 р. вчилася в аспірантурі Інституту народної педагогіки при Другому МДУ, під керівництвом Л. С. Виготського підготувала і захистила кандидатську дисертацію з проблеми розвитку арифметичних операцій у школярів.
У 1930 р. була спрямована на викладацьку роботу в Свердловськ.
З 1932 р. працювала в Інституті психології в якості завідувача лабораторією психології навчання і розумового розвитку.
У 1952 р. за працю «Психологія навчання арифметики» їй було надано вчений ступінь доктора психологічних наук. Професор, член-кореспондент АПН СРСР.

### Дослідження
Спеціаліст з проблем психологія навчання і формування світогляду.

## Праці
Автор понад 100 наукових робіт; 3 монографії в різні роки удостоєні премій Академії педагогічних наук.
Основні публікації:
- «Психологія навчання арифметики» (1955);
- «Психологія засвоєння знань у школі» (у співавторстві з Д. Н. Богоявленським, 1959);
- «Питання методики і психології навчання арифметики в початкових класах» (у співавторстві з М. І. Моро, 1965);
- (Ред.) «Психологічні проблеми формування наукового світогляду школярів» (1968);
- «Питання розумового розвитку дитини» (1970);
- «Психологічні проблеми активності особистості в навчанні» (1971);
- (Ред.) «Психологічні проблеми неуспішності школярів»;
- «Питання методики і психології навчання арифметики в початкових класах» (спільно з М. І. Моро);
- «Психологія засвоєння знань у школі» (спільно з Д. Н. Богоявленский);
- «Розвиток психіки дитини» (щоденник матері);
- «Психологічні проблеми неуспішності школярів» (1971);[4][3]